# Заяніди

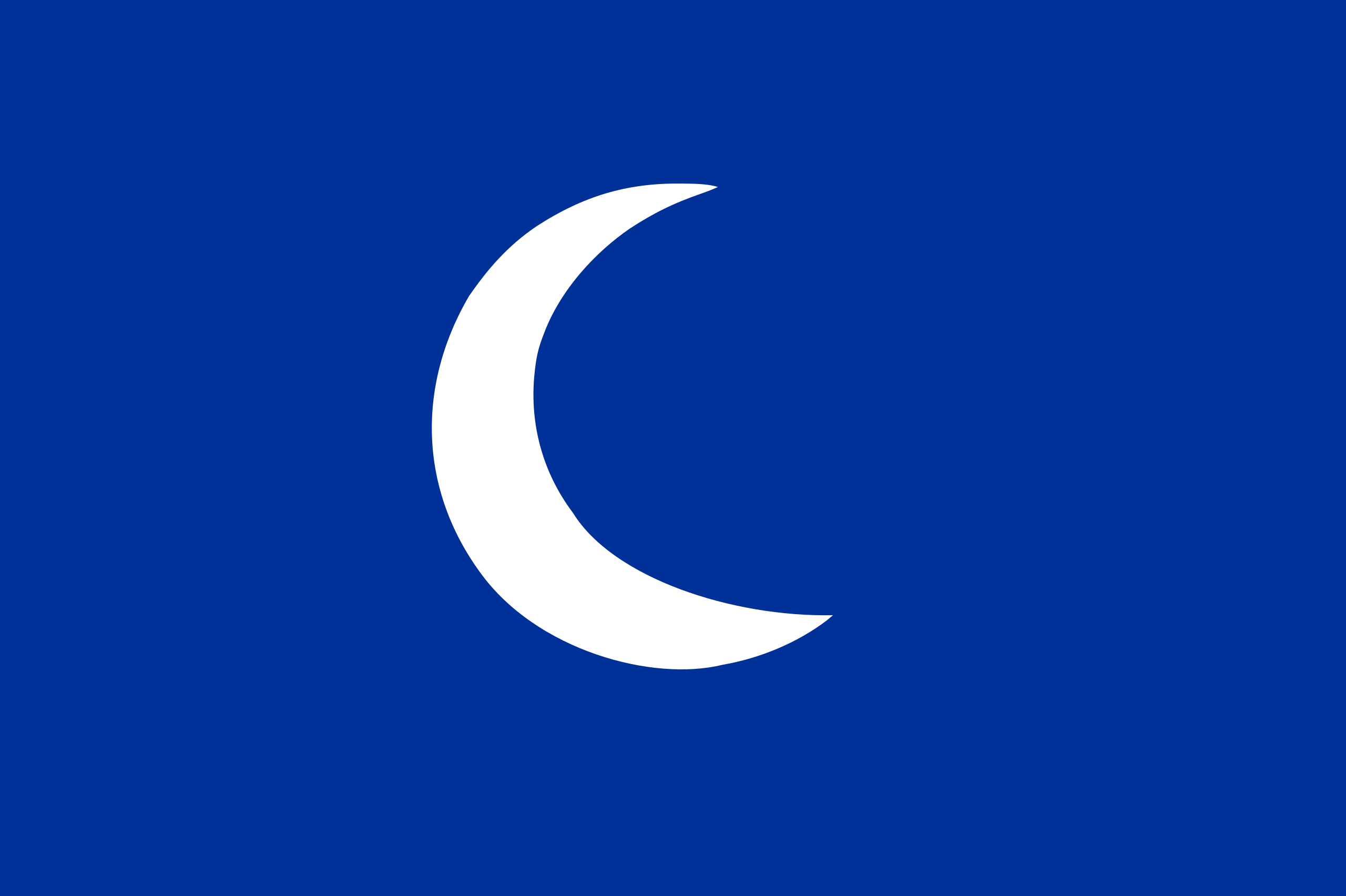
Прапор династії.

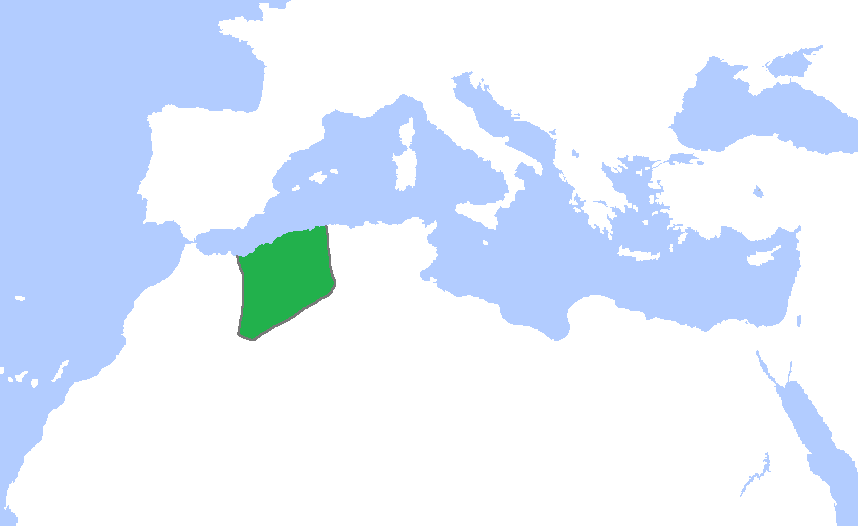
Держава Зайянідів

Заяні́ди (араб. الزيانيون, al-Zayyānīyūn; араб. بنو زيان, Banū Zayyān) або Абдальвадіди  — берберська династія, що правила в Алжирі в 1235—1551 роках.

## Назва
- Заянська династія
- Заянська держава
- Зайяніди (Zayyanid)
- Зійаніди (Ziyyanid)
- Зіаніди (Zianid)
- Заєніди (Zayenid)
- абд аль-Вадіди (араб. بنو عبد الواد‎, Bānu ʿabd āl-Wād; Abd al-Wadidm, Abd-al-Wadid)
- Абдальвадіди
- Зайанідський халіфат (Zayyanid Caliphate)

## Історія
Династія походить з племені бану абд аль-вад (бану заян) групи зената. Засновник династії Ягморасан ібн Заян (1235-83), ставши на бік Альмохадів проти Маринідів, отримав від них в управління Середній Магриб та створив в Оранії незалежну державу зі столицею в Тлемсені. Скориставшись міжусобними війнами серед арабських племен, Ягморасан здійснив низку походів проти Маринідів. В 1337 році Тлемсен після дворічної осади був захоплений маринідським правителем Абу-аль-Хасаном. В 1337-48 та 1352-58 роках знаходився під сюзеренітетом Маринідів.
Заяніди вели також постійну боротьбу з Хафсідами, які декілька разів встановлювали над ними свій сюзеренітет. Надання Заянідами кочовим арабським хілялійським племенам зената земель на основі ікти, прав на збирання податків та інше призвело протягом XV століття до фактичної асиміляції бану хіляль берберських племен зената (так звана арабізація зената).
При Заянідах проходило подальше поширення арабської культури в Алжирі. Тлемсен був великим центром літератури, науки, архітектури, значним впливом в ньому користувались мусульманські вихідці з Андалусії.
З початку XVI століття на території заянідського Алжиру розпочалось протистояння між османськими корсарами, яких підтримувала Османська імперія і Королівством Іспанія, яке призвело до ослаблення і врешті-решт ліквідації заянідської держави. В 1509 році, після захоплення арагонцями Орану і низки інших міст на узбережжі Алжиру, Заяніди були вимушені визнати сюзерінітет іспанців, в 1517 році, після захоплення Тлемсену їх замінили берберські корсари на чолі з Арудж-реїсом, що діяли за підтримки Османської імперії, відтак знову іспанці і нарешті в 1525 році остаточно Османська імперія.
В 1551 році Заяніди були скинуті і західний Алжир був приєднаний до османського Алжирського еаялету і перейшов під пряме управління Османської імперії.